# 岸田隆宏
岸田隆宏（日语：／ Kishida Takahiro），日本男性動畫師、人物設計師。國際動畫研究所畢業。

## 人物
曾參與多部作品的人物設定。
雖然他經常擔任作畫監督，但基本上他沒有做太多的事情來統一圖畫，有時只是從紙上描畫線條，稱之為「投入一些靈魂」。這來自於工匠精神，即應該發揮動畫師的個性，而即使他實際上擔任首席動畫導演，但他經常不被承認。

## 參加作品

### 電視動畫
1990年
- 海底兩萬哩（—1991年，原畫）
- NG騎士檸檬汽水&40（—1991年，原畫）

1994年
- 魔天戰神（人物設定、原畫）
- BLUE SEED（原畫）

1995年
- 天地無用！（ED作畫）
- 神秘的世界（—1996年，ED作畫）

1996年
- 繚亂幻想 ～賢治之春（日语：イーハトーブ幻想〜KENjIの春）（人物設定、作畫監督）
- 魔法少女砂沙美（—1997年，ED作畫）
- 名偵探柯南（1996年—，原畫）

1997年
- 橫行太保（人物設定）
- 爆笑吸血鬼'99（—1998年，人物原案）
- EAT-MAN（日语：EAT-MAN）（原畫）
- VIRUS -VIRUS BUSTER SERGE-（日语：VIRUS）（原畫）

1998年
- 玲音（人物設定、畫面設計、作畫監督、原畫）
- 槍神Trigun（原畫）
- 機器人播音員 MAICO 2010（日语：MAICO2010）（OP原畫）

1999年
- COLORFUL（日语：COLORFUL (漫画)）（人物設定、作畫監督、原畫）
- D4公主朵莉絲（原畫）

2001年
- 妹妹公主（ED作畫）
- 地球防衛家族（原畫）
- 地球少女Arjuna（人物設定、佈局、作畫監督補、原畫）
- 頑皮小白貂（—2002年，人物設定、ED作畫、機械作監、原畫）

2002年
- 灰羽聯盟（原畫）
- 七小花（過場動畫）
- 笑園漫畫大王（原畫）
- Heat Guy-J（日语：ヒートガイジェイ）（—2003年，原畫）

2003年
- 死體兵（日语：ダイバージェンス・イヴ）（原畫）
- （—2004年，人物設定、作畫監督）

2004年
- 戀風（人物設定、ED作畫）
- 學園愛麗絲（—2005年，ED作畫）
- 攻殼機動隊 S.A.C. 2nd GIG（—2005年，原畫）

2005年
- 創聖的亞庫艾里翁（原畫）
- 到另一個你的身邊去（—2006年，人物設定、OP作畫、原畫、作畫）

2007年
- 鬼面騎士 THE SKULL MAN（原畫）
- Baccano！（人物設定）

2008年
- 守護甜心！（ED作畫）
- 鐵腕女警 DECODE（原畫）
- 超時空要塞 Frontier（OP作畫、原畫）
- 夏目友人帳（ED作畫）
- 再造人卡辛 Sins（日语：キャシャーン Sins）（原畫）

2009年
- 續 夏目友人帳（ED作畫、原畫）
- 鐵腕女警 DECODE:02（原畫）
- WHITE ALBUM（原畫）
- 大耳查布 哎呀呀？（動畫人物設定）

2010年
- 無頭騎士異聞錄 DuRaRaRa!!（人物設定）
- B型H系（原畫）

2011年
- 魔法少女小圓（人物設定、作畫監督協力、原畫）
- IS〈Infinite Stratos〉（原畫）
- 夏目友人帳 參（ED作畫、原畫）

2012年
- 夏目友人帳 肆（ED作畫）
- 武裝神姬（人物設定[注 1]）
- BTOOOM！（人物設定）
- K（道具設定、小物&服裝設定、美術設定、OP原畫、原畫）

2013年
- Walkure Romanze 少女騎士物語（馬設定）

2014年
- 排球少年!!（人物設定）

2015年
- 無頭騎士異聞錄 DuRaRaRa!!×2 承（人物設定）
- 無頭騎士異聞錄 DuRaRaRa!!×2 轉（人物設定）
- 排球少年!! Second Season（人物設定）

2016年
- 無頭騎士異聞錄 DuRaRaRa!!×2 結（人物設定）
- 排球少年!! 烏野高校 VS 白鳥澤學園高校（人物設定）

2017年
- Hand Shakers（道具設定）
- 舞動青春（人物設定[1]）
- 騎士&魔法（概念設定）

2018年
- 小木乃伊到我家（人物設定[2]）
- 關於我轉生變成史萊姆這檔事（怪物設定）
- 強風吹拂（道具設定）
- JoJo的奇妙冒險 黃金之風（—2019年，人物設定[3]）

2020年
- 排球少年!! TO THE TOP（人物設定[4]）
- 格萊普尼爾（人物設定[5]）

2021年
- 歌劇少女!!（人物設定[6]）

2022年
- ORIENT 東方少年（人物設定[7]）
- 東京24區（人物設定[8]）
- 盛開的阿爾斯諾特莉亞 吸！（日语：咲う アルスノトリア）（人物設定[9]）

2024年
- 如果30歲還是處男，似乎就能成為魔法師（人物設定[10]）

2025年
- MOMENTARY LILY 剎那之花（概念設計師）

### 電影動畫
1989年
- 機動警察Patlabor the Movie（日语：機動警察パトレイバー the Movie）（原畫）

1993年
- 機動警察Patlabor 2 the Movie（日语：機動警察パトレイバー 2 the Movie）（原畫）

1994年
- 餓狼傳說 -THE MOTION PICTURE-（日语：餓狼伝説 -THE MOTION PICTURE-）（原畫）
- 卜多力的一生（日语：グスコーブドリの伝記）（原畫）

1996年
- 宮澤賢治劇場「雙子之星」（作畫[注 2]）
- 劇場版 天地無用！in LOVE（作畫監督、原畫）

1998年
- 機動戰艦 -The prince of darkness-（原畫）
- 超人力霸王貓2 快樂大作戰（日语：ウルトラニャン）（原畫）

2000年
- 劇場版 幸運女神（原畫）

2006年
- 劇場版 火影忍者：大興奮！三日月島上的動物騷亂（原畫）

2010年
- 歡迎來到宇宙秀（原畫）

2011年
- 殼中少女 燃燒（原畫）

2012年
- 劇場版 魔法少女小圓 ［前篇］起始的物語（人物設定）
- 劇場版 魔法少女小圓 ［後篇］永遠的物語（人物設定）

2013年
- 劇場版 魔法少女小圓 ［新篇］叛逆的物語（人物設定）

2014年
- 劇場版 K MISSING KINGS（道具設定）

2022年
- 命運戰線Liddell Light（真人電影《霸權動畫！》劇中作品，人物原案）

2024年
- 劇場版 排球少年!! 垃圾場的決戰（人物設定[11]）

### OVA
1987年
- 泡泡糖危機（—1991年，作畫監督、原畫）

1988年
- 飛越巔峰（原畫）
- 蘋果核戰（機械作畫監督）

1990年
- 每天是星期日（原畫）

1991年
- 孔雀王3 櫻花豐穰（人物設定、總作畫監督）
- 帝都物語（作畫監督、原畫）
- NG騎士檸檬汽水&40 EX 畢克龐貝達城冒險 愛的狂瀾大作戰（原畫）

1992年
- 創世機士凱亞斯（日语：創世機士ガイアース）（—1993年，特別感謝）
- 機械巨神 地球靜止之日（—1998年，原畫）

1993年
- THE八犬傳 ～新章～（原畫）
- Dragon Half（日语：ドラゴンハーフ）（作畫監督）
- JoJo的奇妙冒險（—1994年，作畫監督）
- THE COCKPIT（日语：戦場まんがシリーズ）（—1994年，原畫）

1994年
- Macross Plus（—1995年，作畫監督補佐）
- 非常偶像Key（—1997年，原畫）

1995年
- 魔天戰神 ～After War～（人物設定、機械設定、作畫監督）
- 機械女神R（機械設定、佈局）
- 精靈使（日语：精霊使い）（原畫）

1996年
- 特務戰隊Shinesman（日语：特務戦隊シャインズマン）（OP原畫）
- Ninja者（日语：Ninja者）（設定、設計工作、作畫監督、原畫）

1997年
- 神秘的世界2（ED作畫）
- 爆笑吸血鬼（人物設定、設計工作）
- 妙筆小呆（日语：フォトン (OVA)）（—1999年，原畫）

1998年
- 青之6號（—2000年，原畫）

2001年
- Campus（日语：Campus 〜桜の舞う中で〜）（原畫（後篇）[12]）

2002年
- 超時空要塞Zero（—2004年，原畫）

2014年
- 眷戀你的溫柔（—2015年，人物設定）

2020年
- 排球少年!! 陸 VS 空（人物設定[13]）

### 網路動畫
2023年
- 關於我轉生變成史萊姆這檔事 柯里烏斯之夢（怪物設定）

### 遊戲
1999年
- 狂野歷險 2nd Ignition（日语：ワイルドアームズ セカンドイグニッション）（OP原畫）

2000年
- SCANDAL（日语：スキャンダル (ゲーム)）（人物原案、原畫）

### 其它
- 2011年度 盲導犬普及支援原創海報（佐倉杏子與梅洛）[14][15]
- ARASHI LIVEtour2015 Japonism OP動畫的人物設定

## 腳註